# Херардо Ерреро
Герардо Ерреро Перес-Гамір (англ. Gerardo Herrero Pérez-Gamir, народився 28 січня 1953) — іспанський кінорежисер, сценарист і продюсер. Є плідним промоутером міжнародного спільного виробництва та співпраці між Іспанією та латиноамериканськими країнами.
З 1993 по 1994 рік він очолював Академію кінематографічних мистецтв і наук Іспанії.
Його фільм 1997 року «Територія команчів» був представлений на 47-му Берлінському міжнародному кінофестивалі.
Ерреро заснував Tornasol Films разом з Хав'єром Лопесом Бланко в 1987 році. Часто був спродюсером у тандемі з уругвайським продюсером Маріелою Бесуєвскі, з якою він також співпрацював усередині країни.

## Фільмографія як кінорежисер
- 1994: Об'їзд до раю
- 1995: Малена - це ім'я з танго
- 1997: Територія Команчів
- 1998: Південний кордон
- 1999: Моя Америка
- 2000: Причини моїх друзів
- 2001: Місце, де був рай
- 2003: Файл Галіндеса
- 2004: Принцип Архімеда
- 2004: Ні божевільні, ні терористи
- 2005: Героїня
- 2006: Бурхливі вітри
- 2007: Жінка-невидимка
- 2008: Зробіть це схожим на нещасний випадок
- 2009: Нічний бігун
- 2011: Крижана тиша
- 2013: Далеко від світу
- 2013: Злочин з видом на океан
- 2015: Пляж потонулих
- 2019: Вбивства Гойї
- 2023: Про що говорять незнайомці (Bajo terapia)[10]